# Isabelle-Louise de Portugal
Isabelle-Louise de Portugal (en portugais : Isabel Luísa Josefa de Bragança), née le 6 janvier 1669 à Lisbonne et morte le 21 octobre 1690 dans la même ville, est une infante portugaise de la maison de Bragance. 

## Biographie
Seule fille de Pierre II de Portugal et de sa première épouse Marie-Françoise-Élisabeth de Savoie, elle est l'héritière présomptive du trône de Portugal entre 1668 et 1689, l'année de la naissance de son demi-frère, Jean. Elle est titrée princesse de Beira. 
Il est prévu qu'elle épouse Victor-Amédée II, un cousin germain fils de sa tante Marie-Jeanne-Baptiste de Savoie, duchesse de Savoie, puis régente pour son fils. Le mariage est contesté par la plupart des Savoyards de la cour, car il impliquait que Victor-Amédée vive au Portugal et que sa mère reste au pouvoir. Mais ce plan ne sera pas exécuté.
D'autres candidats sont aussi proposés comme Jean-Gaston de Médicis, futur grand-duc de Toscane, le Grand Dauphin fils de Louis XIV, Louis XIV lui-même, Charles II d'Espagne, le duc de Parme, ou bien encore un comte palatin de Neubourg. Aucun de ces projets matrimoniaux n'aboutira et pour cela, elle est surnommée Sempre-noiva (« l’éternelle fiancée »).
Isabelle-Louise meurt de la variole en 1690, alors qu'elle n'a que 21 ans, au palais de Palhavã à Lisbonne. Elle est enterrée au couvent des Francesinhas, fondé par sa mère. En 1912, ses restes et ceux de sa mère sont transférés au Panthéon royal des Bragance dans le monastère de Saint-Vincent de Fora.